# Longtime Companion
Longtime Companion (Brasil: Meu Querido Companheiro / Portugal: Companheiros de Sempre) é um filme independente estado-unidense de 1990, do gênero drama, dirigido por Norman René.
Foi o primeiro filme a tratar do então polêmico assunto de AIDS/HIV e a receber um amplo lançamento nas salas de projeção dos EUA.

## Elenco
- Bruce Davison.... David
- Campbell Scott.... Willy
- Patrick Cassidy.... Howard
- Mary-Louise Parker.... Lisa
- Stephen Caffrey.... Fuzzy
- John Dossett.... Paul
- Dermot Mulroney.... John
- Michael Schoeffling.... Michael

## Recepção da crítica
Longtime Companion tem ampla aclamação por parte da crítica especializada. Possui tomatometer de 100% em base de 16 críticas no Rotten Tomatoes. Tem 83% de aprovação por parte da audiência, usada para calcular a recepção do público a partir de votos dos usuários do site.

## Principais prêmios e indicações
Festival Sundance de Cinema
- Prêmio da Audiência - Filme dramático (vencedor)
- Prêmio do Júri - Filme dramático (indicado)

Globo de Ouro
- Melhor ator coadjuvante – Bruce Davidson (vencedor)[2]

Independent Spirit Awards
- Melhor ator coadjuvante – Bruce Davidson (vencedor)

Oscar
- Melhor ator coadjuvante – Bruce Davidson (indicado)